# Patrick Johansson
Patrick "Putte" Johansson, född 1963, är en svensk bandyspelare. 
Han har gjort 336 allsvenska mål och är den ende svenske bandyspelare som två gånger presterat åtta mål i en och samma bandymatch.

## Meriter
- Årets man i svensk bandy: 1986
- Svensk mästare 1986 efter att Vetlanda Finalbesegrat dittills omöjliga IF Boltic
- Vinnare av skytteligan: 1987
- Stor grabb i bandy: Nr 190